# Bernard Besson
Pour les articles homonymes, voir Besson.
Bernard Besson, né le 22 octobre 1949, est un directeur scientifique de la Commission intelligence économique des Ingénieurs et scientifiques de France (IESF). Il est aussi membre de la Commission intelligence économique du MEDEF Île-de-France. Il est formateur, consultant et écrivain.

## Biographie
Bernard Besson est un ancien chef de cabinet du directeur central des renseignements généraux et du directeur de la surveillance du territoire en France.
Il a été chargé de mission auprès du Haut responsable chargé de l'intelligence économique Alain Juillet, qui lui a confié le responsabilité des formations initiales et continues à l'intelligence économique.

## Ouvrages publiés
(octobre 2024).

### Intelligence économique et stratégique
Il enseigne à l’Ecole européenne d’intelligence économique de Versailles, intervient aux Lundi de la Cybersécurité, au Centre français de recherche sur le renseignement CF2R :
- Introduction à l’intelligence économique 4ème édition  Amazon et Amazon Kindle 2021
- Intelligence politique et Etat stratège avec Jean Claude Possin Amazon et Amazon Kindle 2022
- Du renseignement à l'intelligence économique avec Jean Claude Possin, Dunod 2e édition 2001 (traduction en portugais Instituto Piaget 1999)
- L’Audit d'intelligence économique avec Jean Claude Possin, Dunod 2e édition 2002
- Le Modèle d'intelligence économique avec Jean louis Levet, Economica 2004
- L’Intelligence des risques avec Jean Claude Possin, IFIE 2006 2e édition 2008
- La Sécurité dans l’entreprise Séfi 2006 (ouvrage collectif)
- De l’intelligence des risques à la mission de protection avec Jean Claude Possin, IFIE 2008 2e édition
- Le Risk manager et l’intelligence économique (ouvrage collectif – coordination), préf. Alain Juillet, AMRAE-IFIE, 2010
- L’Intelligence inventive Lulu.com, 2012 avec Renaud Uhl « mention spéciale » de l’Académie de l’intelligence économique en 2012
- Introduction à l’intelligence économique 2e édition Amazon et Amazon Kindle, août 2016

### Ouvrages sur les risques et enjeux géopolitiques
Romans historiques
Vingtième siècle
Bernard Besson est l’auteur de thrillers sur les risques et les enjeux géopolitiques :
- Les Vierges de Kotelnikovo, éditions N° 1/Calmann Levy 1999
- Chromosomes (Prix Edmond Locard 2000 du meilleur roman scientifique) Editions N°1/ Calmann Levy 2000
- Le Matin des Justes, Editions N°1/Calmann Levy 2002
- Les Eaux d’Hammourabi, Editions N°1/ Calmann Levy 2003
- L’Imam bleu Editions du Seuil, collection Thrillers 2006 (Traduction en russe aux éditions Inostranka, avril 2008)
- Le Secret de l’Imam bleu collection Points Poches2007
- Chien Rouge Editions du Seuil, collections Thriller 2008 Prix IEC 2008 de l’intelligence économique (Chouette de cristal)
- Main basse sur l’Occident, Editions Odile Jacob, 2010
- « Groenland » Editions Odile Jacob janvier 2011 (Traduction en anglais aux éditions du French book, New York septembre 2013 sous le titre The Greenland Breach)
- « Le Partage des terres », Editions Odile Jacob, octobre 2013 (Traduction en anglais aux éditions du French book, New York septembre 2015 sous le titre Rare Earth Exchange)
- « 1961 » Amazon et Amazon Kindle 2023 L’invasion de la baie des Cochons.
- « 1962 » Editions Odile Jacob, janvier 2015 La crise des missiles de Cuba.
- « 1963 » Amazon et Amazon Kindle août 2016 Les complots contre J.F. Kennedy.
- « 1964 » Amazon et Amazon Kindle 2018 Début de la guerre du Vietnam.

Quatrième siècle
- Marina et les dieux Harmattan 2019 Une chirurgienne chez les mathématiciens d’Alexandrie.
- Marina et l’empereur d’Occident Amazon et Amazon Kindle 2021 Gratien, Ambroise, la crise arienne.
- Marina à Rome Amazon et Amazon Kindle 2022 Les complots contre Théodose l’Ancien, la police impériale.
- Marina et l’Afrique Amazon et Amazon Kindle 2023 Saint Augustin le manichéen, exécution de Théodose l’Ancien à Carthage.